# Яновічкі (Нижньосілезьке воєводство)
Яновічкі (пол. Janowiczki) — село в Польщі, у гміні Кондратовиці Стшелінського повіту Нижньосілезького воєводства.
Населення — 88 осіб (2011).
У 1975-1998 роках село належало до Вроцлавського воєводства.

## Демографія
Демографічна структура станом на 31 березня 2011 року:
|          | Загалом | Допрацездатний вік | Працездатний вік | Постпрацездатний вік |
| -------- | ------- | ------------------ | ---------------- | -------------------- |
| Чоловіки | 51      | 9                  | 40               | 2                    |
| Жінки    | 37      | 6                  | 22               | 9                    |
| Разом    | 88      | 15                 | 62               | 11                   |